# Чемпионат мира по фигурному катанию 2020
Чемпионат мира по фигурному катанию 2020 — юбилейный (110-й) турнир должен был пройти с 16 по 22 марта 2020 года в крупнейшем канадском городе Монреаль на арене Белл-центр. Соревнования должны были проводиться в категориях мужское и женское одиночное катание, парное фигурное катание и танцы на льду. Однако 11 марта 2020 года решением правительства провинции Квебек чемпионат был отменен в связи с пандемией коронавируса. 16 апреля 2020 года, Совет ИСУ принял решение о невозможности переноса соревнований на более поздний срок и окончательно отменил проведение чемпионата мира сезона 2019-2020 из-за пандемии COVID-19.

## Выбор города
В июне 2017 года в столице Нидерландов Амстердаме на сессии ИСУ поступило пять заявок на чемпионат мира 2020 года. Кроме канадского города были предложены следующие европейские города: хорватская столица Загреб, шведская столица Стокгольм, нидерландский город Роттердам и французский средиземноморский курорт Монпелье. Сессия ИСУ в одиннадцатый раз предоставил это право Канаде, Монреаль через 88 лет во второй раз мог принять мировой чемпионат.

## Состав участников
К соревнованиям допускаются фигуристы из стран, входящих в ISU, родившиеся до 1 июля 2004 года.
По итогам чемпионата 2019 года каждая страна вправе выставить в каждой дисциплине от 1 до 3 участников (пар). Национальные федерации (ассоциации) выбирают участников на основании собственных критериев, но заявленные участники должны достичь минимальной технической оценки элементов на международных соревнованиях, проводимых до чемпионата мира.

## Квалификация на чемпионат

### Представительство стран
По итогам ЧМ-2019, состоявшегося в Японии, национальные федерации могли выставить более одного участника (более одной пары):
| Мест | Мужчины                         | Женщины                     | Пары                                                 | Танцы                 |
| ---- | ------------------------------- | --------------------------- | ---------------------------------------------------- | --------------------- |
| 3    | Япония · США                    | Япония · Казахстан · Россия | Россия · Китай                                       | США · Канада · Россия |
| 2    | Китай · Италия · Чехия · Россия | США · Республика Корея      | Германия · Италия · Франция · Канада · США · Австрия | Франция · Италия      |

### Минимальная оценка за элементы
Национальные федерации (ассоциации) выбирали участников на основании собственных критериев, но заявленные участники должны были достичь минимальной оценки за элементы (TES) на международных соревнованиях, проводившихся до чемпионата мира. Необходимая минимальная оценка была повышена для женского одиночного катания в соответствии с Коммюнике ИСУ 2302 от 8 января 2020 года.
| Минимальная оценка за элементы (TES) | Минимальная оценка за элементы (TES) | Минимальная оценка за элементы (TES) |
| Вид                                  | Короткая программа                   | Произвольная программа               |
| ------------------------------------ | ------------------------------------ | ------------------------------------ |
| Мужское одиночное                    | 34                                   | 64                                   |
| Женское одиночное                    | 30                                   | 51                                   |
| Парное катание                       | 27                                   | 44                                   |
| Танцы на льду                        | 33                                   | 47                                   |